# Ragnar Nyström

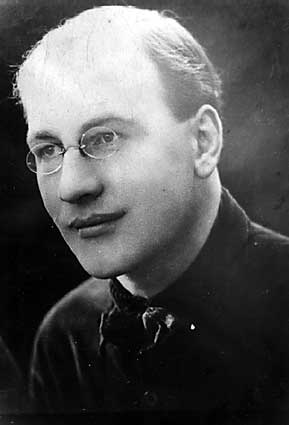
Ragnar Nyström.

Ragnar Nyström (pseudonym: Ragnar Rusko), född 7 september 1898 i Helsingfors, död 12 december 1939 i Sovjetunionen, var en finländsk-sovjetisk teaterchef och författare. 
Nyström växte upp i en arbetarfamilj och intresserade sig redan tidigt för teater och poesi. Under finska inbördeskriget 1918 var han plutonchef i Röda gardet, sårades fem gånger och blev slutligen tillfångatagen. Efter tre år i fånglägret i Ekenäs lyckades han fly och tog sig till Petrograd, där han återupptog sina studier. Han bosatte sig sedan i Petrozavodsk och verkade 1932–1937 som chef för den nygrundade karelska nationella statsteatern; var samtidigt chefsregissör och konstnärlig ledare. Han skrev även bland annat egna pjäser, berättelser för barn och unga, dikter och artiklar. Han avskedades anklagad för bland annat nationalism och fördes till ett fångläger i Tjita, där han avled.